# Бриґідер Володимир Васильович
Володимир-Сильвестр Васильович Бриґідер (іноді Бригидер, Бригідер; 1889, Демиче — 1952, Торонто) — український зоолог, природоохоронець, викладач Львівського університету. Дослідник молюсків, комах.

## Біографія
Володимир-Сильвестр Бриґідер народився в 1889 р. на Західній Україні, у Демичі. У 1911 р. закінчив Львівський університет, а також прослухав біологічний курс в Трієсті. Професійний інтерес — анатомія молюсків. У 1920-х роках захистив дисертацію на звання доктора філософії. Викладав з кінця 1920-х років у III державній гімназії ім. Станіслава Сташиця міста Станиславова.
З 1934 р. стає членом Польської держради з охорони природи від Станиславівського воєводства, з 1932 р. — членом, а з 1935 р. — секретарем комісії з охорони природи Наукового товариства ім. Т. Шевченка у Львові (НТШ). Архіви цієї комісії свідчать, що практично всі природоохоронні матеріали готувалися Володимиром Бригідером. З природоохоронними доповідями він виступав на четвертому (1933 р.), п'ятому (1935 р.) і шостому (1938 р.) з'їздах західно-українських природознавців і лікарів. Так, вся природоохоронна частина резолюції 5 з'їзду була підготовлена виключно Бригідером. Від НТШ вчений направив послання греко-католицьким і православним єпископам з проханням організувати на Галичині охорону старих дерев біля церков, що й було зроблено греко-католицькою парафією.
У 1936 р., завдяки Бригідеру, став заповідним степовий резерват в 0,5 га в Станиславівському повіті близько Калуша. Він піднімав питання про охорону водяного горіха біля Дубовця на Дністрі, гори Виноград на Ополлі, зруйнованого монастиря в селі Розчічі на Бойківщині.
У Станиславові В. Бригідер домагався оголошення пам'ятками природи липової алеї та 4 старих лип по вулиці Колуховського. Він контролював стан резерватів, організував в 1936 р. секцію охорони гір при Станіславському відділі Польського Татранського товариства.
Одним з перших серед галицьких вчителів, в 1927—1928 рр. В. Бригідер організував шкільний гурток з охорони природи (один з найкращих на Галичині). При гуртку була створена бібліотека, лекторій, його члени відвідували резервати, проводили Дні птахів. Дні лісу, з 1 по 21 лютого 1931 р. організували в Станіславі виставку охорони природи.
У 1940 р. він переїжджає до Львова, де викладає зоологію і анатомію у Львівському університеті та Львівському педінституті. У 1942 р. стає директором Зоологічного інституту у Львові. Під час закінчення Другої світової війни спочатку емігрував до Відня, де працював у Природно-історичному музеї, а потім, з 1948 р. переїхав до Канади, місто Торонто, де продовжував дослідження в ентомологічній лабораторії Торонтського університету.
Помер у Торонто у 1952 р.